# Pseudoceros montereyensis
Pseudoceros montereyensis är en plattmaskart som beskrevs av Libbie Henrietta Hyman 1953. Pseudoceros montereyensis ingår i släktet Pseudoceros och familjen Pseudoceritidae. Inga underarter finns listade i Catalogue of Life.